# ويكيبيديا الجورجية
ويكيبيديا الجورجية (بالجورجية: ქართული ვიკიპედია) هي النسخة الجورجية من موسوعة ويكيبيديا. أُطلقت في نوفمبر 2003. وصلت إلى 100 ألف مقالة في 2015.

## التاريخ
| عدد المقالات | التاريخ |
| ------------ | ------- |
| 10,000       | 2006    |
| 23,000       | 2008    |
| 30,000       | 2009    |
| 50,000       | 2011    |
| 70,000       | 2013    |
| 80,000       | 2014    |
| 100,000      | 2015    |

## الإحصائيات
| عدد المستخدمين المسجلين | عدد المستخدمين النشيطين | عدد المقالات | صفحات المحتوى | عدد التعديلات | عدد الملفات المرفوعة | عدد الإداريين |
| ----------------------- | ----------------------- | ------------ | ------------- | ------------- | -------------------- | ------------- |
| 169٬082                 | 296                     | 182٬988      | 503٬137       | 4٬786٬813     | 15٬907               | 6             |

## بلد التعديلات
| \| أصل التعديلات يناير - مارس 2014) \| أصل التعديلات يناير - مارس 2014) \| أصل التعديلات يناير - مارس 2014) \| أصل التعديلات يناير - مارس 2014) \| أصل التعديلات يناير - مارس 2014) \| \| -------------------------------- \| -------------------------------- \| -------------------------------- \| -------------------------------- \| -------------------------------- \| \| \| \| \| \| \| \| جورجيا \| جورجيا \| \| 91.8% \| 91.8% \| \| الولايات المتحدة \| الولايات المتحدة \| \| 1.6% \| 1.6% \| \| آخر \| آخر \| \| 5.6% \| 5.6% \| |                  |  |       |       |
| أصل التعديلات يناير - مارس 2014) |                  |  |       |       |
| |                  |  |       |       |
| جورجيا | جورجيا           |  | 91.8% | 91.8% |
| الولايات المتحدة | الولايات المتحدة |  | 1.6%  | 1.6%  |
| آخر | آخر              |  | 5.6%  | 5.6%  |